# John Katzenbach
John Katzenbach   (Princeton, 23 de juny de 1950) és un periodista i escriptor que també ha treballat com guionista a pel·lícules basades en les pròpies obres.
Va néixer l'any 1950 i és fill del conegut polític estatunidenc Nicholas Katzenbach. Les seves novel·les han estat nominades a dos premis Edgar, per In the Heat of the Summer adaptada al cinema com Llamada a un reportero, protagonitzada per Kurt Russell i Andy Garcia.
Els seus llibres són gairebé tots d'èxit com el best-seller The Traveller i Just Cause aquesta última també adaptada al cinema i protagonitzada per Sean Connery.
Va treballar com a reporter pel Miami Herald i conegut pels treballs amb la revista Herald Tropic.
Un dels llibres de major èxit és El Psicoanalista, del qual va vendre més de 400.000 exemplars, i s'espera que hi hagi adaptació al cinema.

## Obres
- In the Heat of the Summer - 1982
- First Born - 1984
- The Traveler - 1987
- Day of Reckoning - 1989
- Just Cause - 1992
- The Shadow Man - 1995
- State of Mind - 1997
- Hart's War - 1999
- The Analyst - 2002
- The Madman's Tale - 2004
- The Wrong Man - 2007

## Adaptacions al cinema
- The mean season (basada en el llibre al In the Heat of the Summer) protagonitzada per Kurt Russell.
- Causa Justa (basada en el llibre al Just Cause) protagonitzada per Sean Connery.
- La Guerra de Hart (basada en el llibre al Hart's War) protagonitzada per Bruce Willis.